# Nordsjælland Håndbold
Nordsjælland Håndbold är handbollsklubb från Helsinge i Danmark. Klubben bildades 2006 då Team Helsinge och Hillerød HK slogs ihop.

## Spelartrupp
| Nr | Land    | Pos | Namn                    |
| -- | ------- | --- | ----------------------- |
| 1  | Danmark | MV  | Mike Jensen             |
| 12 | Egypten | MV  | Mohamed Aktham Elkamisi |
| 26 | Danmark | MV  | Kristian Asmussen       |
| 2  | Danmark | M9  | Tobias Eiberg Jørgensen |
| 3  | Danmark | H6  | Carl-Emil Haunstrup     |
| 5  | Danmark | M6  | Dan Beck-Hansen         |
| 7  | Danmark | V9  | Mikkel Palmer           |
| 8  | Danmark | M6  | Daniel Astrup Pedersen  |

| Nr | Land     | Pos | Namn                        |
| -- | -------- | --- | --------------------------- |
| 11 | Danmark  | V6  | Lasse Uth                   |
| 13 | Danmark  | M6  | Andreas Johann Hansen       |
| 17 | Grönland | 9M  | Akutaaneq Kreutzmann        |
| 20 | Danmark  | H9  | Jesper Dahl                 |
| 23 | Danmark  | V9  | Kasper Kisum                |
| 24 | Danmark  | M9  | Johan Meklenborg            |
| 29 | Danmark  | H9  | Nicolas Lundbye Kristiansen |